# Aeropuerto de Texcoco
El Aeropuerto de Texcoco, o anteriormente conocido como el Nuevo Aeropuerto Internacional de la Ciudad de México (NAICM), fue un proyecto designado para la construcción de un aeropuerto civil en el área de la Zona Federal del Lago de Texcoco, a 15 km del centro de la Ciudad de México.
La selección del sitio se llevó a cabo con base en estudios técnicos y de factibilidad realizados, entre otros, por la Organización de Aviación Civil Internacional (ICAO), la Asociación de Transporte Aéreo Internacional (IATA), Arup, la corporación MITRE, el Instituto Politécnico Nacional, la Universidad Autónoma de Nuevo León y la Universidad Nacional Autónoma de México.[cita requerida]
Dicho proyecto fue cancelado tras la realización de una consulta pública llevada a cabo poco antes de iniciar el sexenio del presidente Andrés Manuel López Obrador.  
El gobierno de México anunció la suspensión de las obras el jueves 3 de enero de 2019 a favor de construir el Parque ecológico Lago de Texcoco y un nuevo aeropuerto internacional en una base aérea: el Aeropuerto Internacional Felipe Ángeles.

## Historia

### Antecedentes
Ante las dificultades de expandir el Aeropuerto Internacional de la Ciudad de México (AICM) para satisfacer la demanda prevista de pasajeros, en la década de 1990 el gobierno federal empezó a estudiar la construcción de un nuevo aeropuerto en el valle de México. Estudios de factibilidad señalaron dos sitios viables: Zapotlán de Juárez, en el estado de Hidalgo (opción denominada Tizayuca) y la Zona Federal del ex vaso de Texcoco, en el Estado de México. En 2001, durante el mandato de Vicente Fox, el gobierno seleccionó el sitio de Texcoco para la construcción del aeropuerto, debido al escaso uso agrícola del páramo texcocano, a la propiedad federal de parte de los terrenos, la lejanía del sitio de Tizayuca (que se encuentra más cerca de la ciudad de Pachuca que de la Ciudad de México), a una menor población y expansión urbana asociada y a un impacto ambiental similar en ambos sitios.
Tal proyecto se canceló en 2002, debido a inconformidades con ejidatarios de San Salvador Atenco, en el Estado de México, que rechazaron un decreto expropiatorio por el valor registrado ante catastro por sus tierras y a la muerte de un opositor al proyecto debido a golpes recibidos durante un enfrentamiento con la Policía Federal Preventiva. Ante la cancelación, el gobierno federal construyó una segunda terminal en el AICM como solución a corto plazo, sin embargo, al no incrementarse la capacidad aeroportuaria de manera significativa, el AICM continuó presentando problemas de capacidad, lo que ocasionó que en 2014 (tan solo seis años después de la inauguración de la Terminal 2) el aeropuerto volviera a saturarse. Ante la situación, continuó el estudio de alternativas para la construcción de un nuevo aeropuerto, lo que provocó el relanzamiento del proyecto de Texcoco en el 2014 propulsado por el gobierno de Enrique Peña Nieto y que se omitieran los terrenos en San Salvador Atenco.

### Estudios

#### Estudios de factibilidad
Las siguientes organizaciones estuvieron a cargo de los estudios de factibilidad que dieron como resultado la selección del sitio de Texcoco:
- Arup: Plan maestro, geotecnia y diseño sísmico.

- MITRE: Estudios de aeronavegabilidad, espacio aéreo, meteorológicos y de ruido.[cita requerida]

- Organización de Aviación Civil Internacional y Asociación de Transporte Aéreo Internacional: Validación e idoneidad del sitio de Texcoco.[8]

#### Proyecto hidráulico
El NAICM contó desde su concepción con un proyecto hidráulico que preveía inundaciones de comunidades cercanas y restauración parcial del ambiente originario de la región. El proyecto hidráulico del aeropuerto se centraba en el saneamiento y la rehabilitación de canales, así como en la construcción de nuevas plantas de tratamiento y lagunas de regulación.
Entre las obras proyectadas se tenían:
- Construcción de cinco lagunas de regulación y rehabilitación de las lagunas existentes, para incrementar su capacidad de 13 millones de m³ de agua, en el 2014, a 45 millones de m³ de agua, en el 2020.[9]

- Rectificación de 83 km de cauces para mejorar su capacidad de conducción de agua.[11]

- Construcción de 142 km de colectores en 9 ríos, 35 km de túneles y entubamiento de 7 km de cauces, para separar aguas de lluvia y residuales y reducir olores nocivos en la zona.[11]

- Construcción de 11 plantas de tratamiento y rehabilitación de nueve más para el saneamiento de aguas residuales.[11]

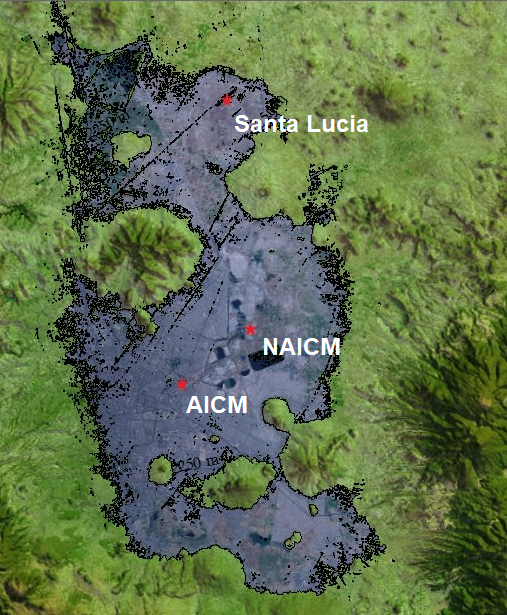
Aeropuertos construidos en el exlago de Texcoco

El aeropuerto también contaría con un sistema de recarga del acuífero para inyectar 3.37 veces más agua que la consumida por el aeropuerto. La capacidad de los sistemas de recarga del acuífero sería de 6.4 millones de m³ de agua al año, evitando con ello inundaciones en la Ciudad de México.
De acuerdo con la propuesta, esto conduciría a que lago Nabor Carrillo no se secara y continuara siendo un cuerpo de agua durante todo el año. El nivel de agua del lago Nabor Carrillo se mantendría todo el año en al menos 5.9 millones de m³ de agua.

#### Geotecnia
El área ocupada por la Ciudad de México es susceptible a hundimientos causados por la sobreexplotación de acuíferos para proveer agua a la población. Los aeropuertos en la región son susceptibles a hundimientos que, a largo plazo, generan problemas de mantenimiento en pistas e instalaciones. Estos problemas son más notables en el viejo aeropuerto, ya que se encuentra en la zona con tasas de hundimiento de 30 cm/año, mientras que el NAICM se encontraría sobre terrenos con tasas de hundimiento cercanas a 15 cm/año. En el proyecto del nuevo aeropuerto se controlarían asentamientos diferenciales en el edificio terminal de pasajeros con la losa de cimentación que funciona como una balsa que al mismo tiempo esta sobre más de 1500 pilotes que funcionan por fricción, dicha cimentación la realizó ARUP, así como las pistas que por el sistema de precarga evitan asentamientos futuros evitando los problemas del AICM con esto reduciendo el costo de mantenimiento.
El costo de mantenimiento por pista en un periodo de 5 años para el nuevo aeropuerto se estima en un máximo de 350 millones de pesos mexicanos por 5 años, mientras que el costo de mantenimiento anual por pista del viejo aeropuerto es de 460 millones.

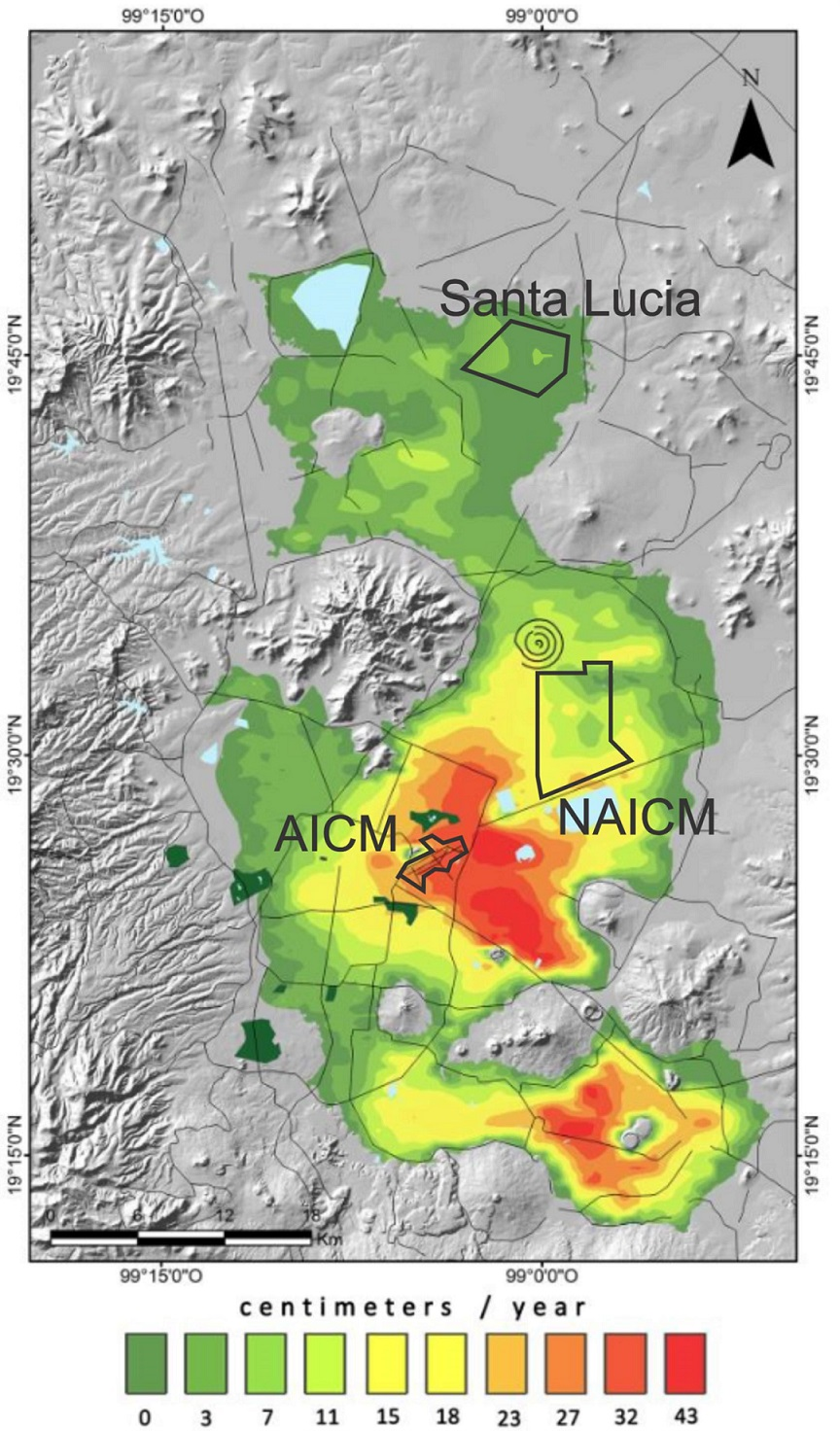
Hundimiento del suelo y aeropuertos del valle de México

### Concurso de selección
En noviembre de 2013, el gobierno federal invitó a despachos de arquitectura a que presentaran propuestas para el diseño del NAICM. Los siguientes consorcios presentaron propuestas:
| Arquitecto mexicano                       | Arquitecto extranjero           | Consultor de tecnología aeroportuaria | Ingeniería estructural                                                             |
| ----------------------------------------- | ------------------------------- | ------------------------------------- | ---------------------------------------------------------------------------------- |
| Fernando Romero                           | Foster and Partners             | Netherlands Airport Consultants       | Arup                                                                               |
| Bernardo Gómez Pimienta                   | Gensler                         | TransSolutions                        | Walter P. Moore y Aguilar Ingenieros Consultores                                   |
| Teodoro González de León y Alberto Kalach | Fentress Architects             | Landrum & Brown                       | DITEC/URS                                                                          |
| Ricardo Legorreta Vilchis                 | Rogers Stirk Harbour + Partners | Stantec                               | Stantec                                                                            |
| Francisco López-Guerra Almada             | Helmut Jahn                     | WSP Group                             | Werner Sobek Stuttgart y Postensa                                                  |
| Enrique Norten                            | Skidmore, Owings and Merrill    | Leo A. Daly                           | CTC Ingenieros Civiles                                                             |
| Serrano Arquitectos y Asociados           | Zaha Hadid Architects           | Ricondo and Associates                | Izquierdo Ingenieros y Asociados, García Hermanos y Asociados, Javier Alonso y WSP |
| Sordo Madaleno Arquitectos                | Pascall + Watson                | Logplan                               | Grupo Riobóo                                                                       |

La propuesta ganadora se seleccionó con base en criterios tales como funcionalidad y eficiencia, sustentabilidad, factibilidad técnica, financiera y del plan de trabajo, flexibilidad de crecimiento futuro e innovación tecnológica, entre otros. El jurado incluyó a funcionarios públicos y directivos de organizaciones civiles nacionales e internacionales.[cita requerida]

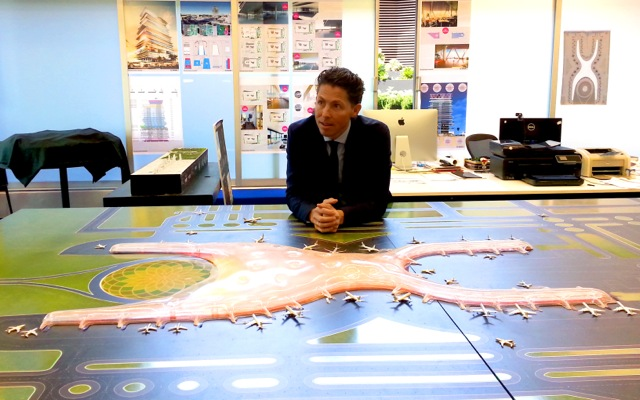
Fernando Romero con un modelo del nuevo aeropuerto

### Diseño
El edificio terminal fue diseñado por una colaboración entre Foster and Partners, FR-EE y Netherlands Airport Consultants con ingeniería estructural de Arup. El diseño contempla un área de 743,000 metros cuadrados en cuatro niveles interiores, y está compuesto por una estructura gridshell ligera (una estructura que debe su resistencia a su doble curvatura). Al no usar trenes internos o túneles peatonales, el diseño interior de la terminal estaba pensado para que los pasajeros no tuvieran que caminar distancias largas o cambiar muchas veces de nivel.[cita requerida]
Con una separación entre columnas superior de hasta 140 m, el edificio terminal contaría con espacios interiores más flexibles y eficientes. Su estructura ligera de acero y vidrio estaba diseñada para las condiciones del suelo de la Ciudad de México y, debido al empleo de un sistema de componentes prefabricados, podría construirse rápidamente y sin requerir sistemas masivos de andamiaje.[cita requerida]
La terminal está diseñada para alcanzar una certificación LEED Platino aprovechando el clima templado y con poca humedad de la Ciudad de México. La mayor parte del año se mantendrán temperaturas agradables en el interior del edificio terminal usando casi exclusivamente aire externo con un empleo mínimo de equipo de enfriamiento o calentamiento adicional. Así mismo el techo del edificio colectara agua de lluvia captada por los 21 foniles que será utilizada para las operaciones del aeropuerto y aprovecha la luz solar para reducir la energía consumida para iluminar el edificio.

### Características y comparación con el viejo aeropuerto
El Nuevo Aeropuerto se estaba construyendo en 4430 hectáreas (44,3 km²), dentro de terrenos que son propiedad del gobierno federal, 5 km al noreste del Aeropuerto Internacional de la Ciudad de México. El sitio se encuentra dentro de los municipios de Texcoco y Atenco, en el estado de México.[cita requerida]
El Aeropuerto Internacional de la Ciudad de México cuenta con una capacidad de diseño de 34 millones de pasajeros y 420 mil operaciones anuales; sin embargo, en el 2017 transitaron por él 44.7 millones de pasajeros (30 por ciento por encima de su capacidad de diseño). El viejo aeropuerto está compuesto por:
- dos terminales, con 56 puertas de contacto más 35 posiciones remotas;
- dos torres de control de 35 m de alto;
- una terminal de carga, con una capacidad de 500 mil toneladas anuales;
- dos pistas con una longitud de 3.9 km, que no permiten aterrizajes o despegues simultáneos;
- espacio aéreo comprometido por la existencia de las sierras del Ajusco, de Guadalupe y de las Cruces.[cita requerida]

En su primera etapa (2022), el aeropuerto contará con una capacidad de 70 millones de pasajeros y 540 500 operaciones (aterrizajes o despegues) anuales, al estar compuesto por:
- 1 terminal de 743 000 m², con 96 puertas de contacto más 68 posiciones remotas;
- 1 torre de control de 90 m de alto;
- 1 terminal de carga con capacidad para 2 millones de toneladas anuales;
- 3 pistas con longitudes de 4 a 5 km que permitan 3 despegues o aterrizajes simultáneos;
- espacio aéreo libre de interferencias.[cita requerida]

En su etapa final (2024+), el aeropuerto contará con una capacidad de 135 millones de pasajeros y 1 millón de operaciones anuales, por medio de la eventual construcción de:
- 2 terminales y 2 terminales satélites;
- 6 pistas que permitan 3 despegues y 3 aterrizajes simultáneos.[cita requerida]

### Espacio aéreo
La Ciudad de México se encuentra rodeada por cuatro elevaciones naturales: al poniente, por la sierra de las Cruces; al norte, por la sierra de Guadalupe; al sur, por la sierra del Ajusco, y al oriente, por el Eje Neovolcánico (que incluye los volcanes Popocatépetl, Iztaccíhuatl y monte Tláloc). La existencia de estas sierras obliga a que solo exista una ruta de aproximación a las pistas 05R y 05L del viejo aeropuerto, lo que, combinado con la separación de apenas 250 m entre tales pistas, limita la capacidad del AICM a solamente 58 operaciones por hora (número de aterrizajes y despegues por hora). En contraste, el sitio del nuevo aeropuerto tiene una capacidad de espacio aéreo de 142 operaciones por hora, con una configuración de tres pistas con operación triple simultánea.
El sitio donde se construye el nuevo aeropuerto ha sido certificado con factores de disponibilidad, debido a vientos cruzados de entre 96.3% y 99% con reglas de vuelo visual, lo que supera el requerimiento de la OACI de un factor de disponibilidad de 95%. Para permitir operaciones en situaciones de visibilidad limitada, el nuevo aeropuerto contará con un sistema de aterrizaje instrumental (ILS) categoría IIIb. Cabe mencionar que el viejo aeropuerto no pudo equiparse con este sistema, debido a la imposibilidad de construir un sistema de luces de aproximación, por la cercanía de sus pistas a las zonas habitacionales, lo que obliga a suspender las operaciones en el viejo aeropuerto cuando se presenta neblina.[cita requerida]
La menor densidad del aire debido a la altitud de la Ciudad de México obliga a que las pistas del nuevo aeropuerto sean aproximadamente 40% más largas que las de aeropuertos comparables a nivel del mar. Con una longitud de 5 km, las pistas 2 (35R/17L) y 3 (36L/18R) del nuevo aeropuerto serán las pistas comerciales más largas del continente americano y las más largas a nivel mundial en un aeropuerto internacional.

### Interferencia con aves
Las pistas del nuevo aeropuerto se encuentran separadas 3 km del lago Nabor Carrillo por lo que no cumple con las recomendaciones internacionales (FAA 150/5200-33B) ya que se recomienda 5 millas (8 km) para minimizar el riesgo de que las aves crucen las regiones de aproximación y despegue.
El primer estudio respecto a la interferencia con aves de un aeropuerto en Texcoco lo llevaron a cabo de 1996 al 2002 científicos de la UNAM, FAA y USDA, y concluyó que es factible construir un aeropuerto al norte de la carretera Peñón-Texcoco cumpliendo los criterios de separación entre las pistas y el lago Nabor Carrillo. Este estudio y otros del Programa Universitario del Medio Ambiente (PUMA) continuaron hasta el 2005.[cita requerida]
Los estudios fueron retomados en 2013 por parte de grupos de especialistas del Colegio de Biólogos de México, UNAM e IPN, quienes recomendaron estrategias para la conservación de aves, a las cuales el Grupo Aeroportuario de la Ciudad de México se comprometió a llevar a cabo como parte de la manifestación de impacto ambiental. Entre estas estrategias se encuentran acciones de conservación, y restauración de hábitats en los lagos o presas de Zumpango, Tláhuac, Xochimilco, Nabor Carrillo, de Guadalupe, Cuevecillas, Tecocomulco, Requena, El Manantial, Piedad, Taxhimay, Carretas, Concepción, Espejo, Madín, Cristo y Aragón.
Estudios independientes respecto a impactos ambientales señalan que el lago Nabor Carrillo es uno de los principales receptores de aves migratorias del centro del país, pues en febrero de 2018 se registró el arribo de más de 330 mil aves, donde el 94% son de la familia de patos, una ave de alta peligrosidad para la aviación.

### Financiamiento

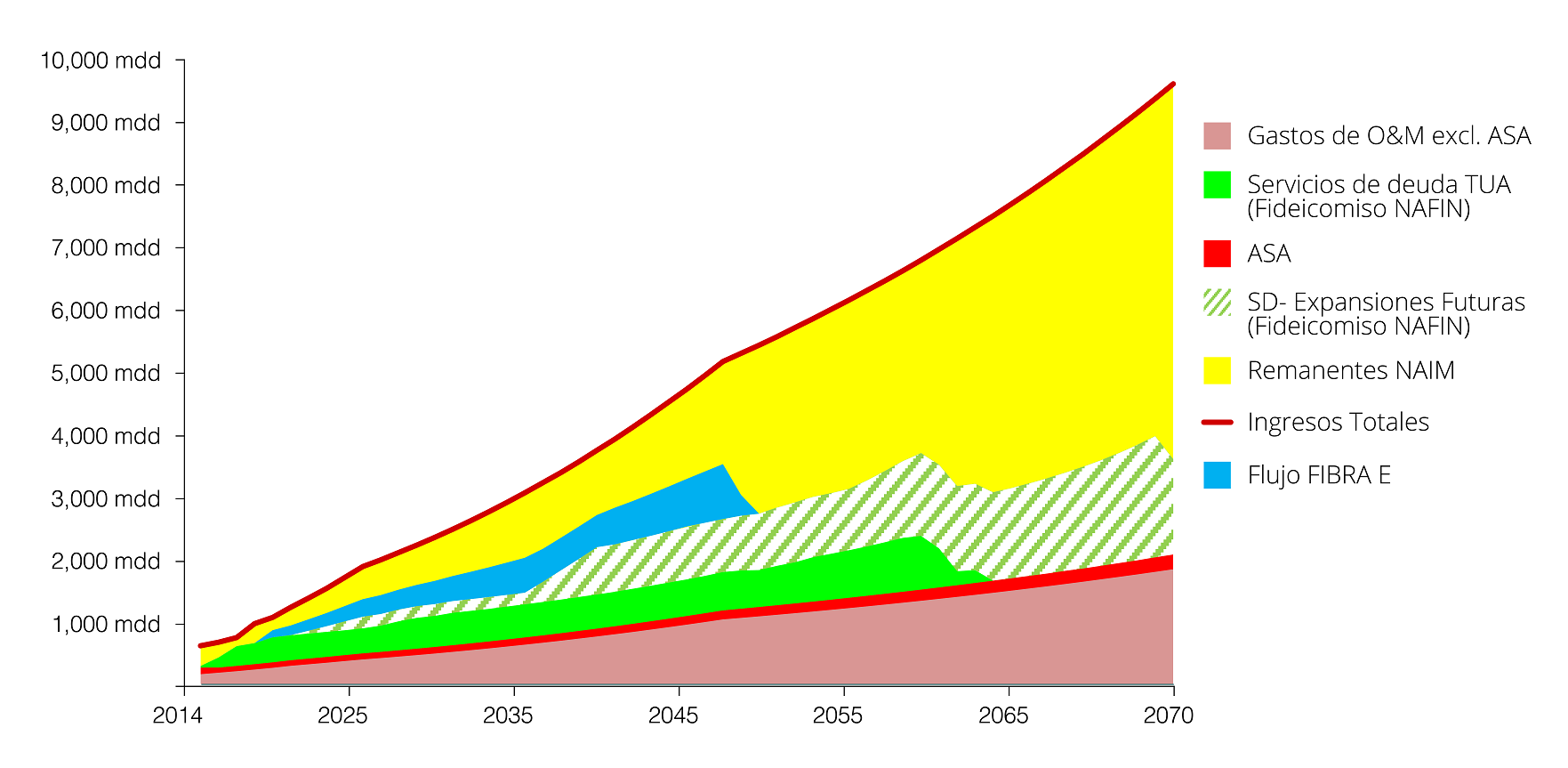
Flujos financieros del Nuevo Aeropuerto de la Ciudad de México - 2018

El NAICM está estructurado para ser un proyecto autofinanciable, al obtener recursos para su construcción con una combinación de fondos gubernamentales y privados, manteniendo al aeropuerto como patrimonio del gobierno federal pero minimizando su impacto en las finanzas públicas.
El financiamiento privado del NAICM se ha obtenido por medio de la emisión de bonos garantizados por los ingresos obtenidos por la Tarifa de Uso de Aeropuerto (TUA). La primera etapa (2016) de financiamiento consistió en la obtención de líneas de crédito revolvente por 3 mil millones de dólares. La segunda etapa (2017) consistió en la emisión de bonos a 10 y 30 años por 6 mil millones de dólares y la cancelación del financiamiento obtenido en la primera etapa, debido a las menores tasas de interés pagadas por los bonos de la segunda etapa. La tercera etapa (2018) de financiamiento consistió en Fideicomisos de Infraestructura y Bienes Raíces (FIBRA), que obtuvo 30 mil millones de pesos de inversionistas institucionales. Los flujos financieros del NAICM están estructurados de manera tal que los remanentes del aeropuerto generarán para el gobierno federal ganancias superiores a mil millones de dólares anuales en la década de 2030.[cita requerida]
En agosto de 2018, se había obtenido financiamiento para el 70 por ciento de la obra, garantizando los recursos necesarios para cubrir las necesidades del proyecto durante el 2018, el 2019 y la primera mitad del 2020 sin requerir fondos públicos ni privados adicionales.

#### Costos y cronograma
Al ser anunciado en el 2014, se estimaba una fecha de apertura para octubre de 2021 y un costo de construcción de 13,300 millones de dólares estadounidenses (168,880 millones de pesos mexicanos). Sin embargo, el cronograma y el plan financiero actualizados en el 2018 marcan una fecha de apertura de mediados del 2021 y un costo de 14,300 millones de dólares estadounidenses (285 mil millones de pesos mexicanos). Estas diferencias se han atribuido a incrementos en costos, debido a la devaluación del peso mexicano y al replanteamiento del plan maestro para que el aeropuerto pueda atender una mayor demanda en su primera fase.

### Construcción
Las obras del nuevo aeropuerto comenzaron en septiembre del 2015, con trabajos de preparación del terreno que incluían obras masivas de mejoramiento del suelo para controlar los hundimientos del sitio.[cita requerida]
Al 22 de enero de 2019, se ha concluido el hincado de pilotes de cimentación de la Torre de Control, del Edificio Terminal y del Centro de Transporte Terrestre, la construcción de la barda perimetral del polígono y del camino perimetral, los caminos temporales internos, el drenaje pluvial temporal, el campamento de obra, la limpieza y nivelación del terreno. Las pistas 2 (35R/17L) y 3 (36L/18R) llevan un avance del 60 por ciento y se han colado el 100% por ciento de las losas de cimentación del Edificio Terminal.[cita requerida]
En el Edificio Terminal se tienen fabricadas las 21 bases de foniles de las cuales 15 se encuentran montadas y las otras 6 por procesos constructivos no se han montado, así como la fabricación de los 21 foniles se encuentra al 100% en diferentes etapas de montaje como la se prevé que la estructura metálica y la fachada interna de la torre de control también se concluyan en el 2018.
Parsons Corporation, el supervisor del proyecto, estima que las pistas 2 (35R/17L) y 3 (36L/18R) se concluirán a finales de 2018, y la pista 6 (01R/19L), en 2019.

#### Licitaciones
Para la construcción y planeación del aeropuerto, se firmaron contratos por 155,732 millones de pesos mexicanos, divididos en:
| Tipo de contrato                     | Monto             | Porcentaje |
| ------------------------------------ | ----------------- | ---------- |
| Licitación pública                   | $ 142,414,258,874 | 91.4%      |
| Adjudicación directa                 | $ 10,942,238,047  | 7.02%      |
| Invitación a cuando menos 3 personas | $ 2,484,422,638   | 1.53%      |
| Convenios de colaboración            | $ 162,078,392     | 0.1%       |

La siguiente tabla enumera algunas de las principales licitaciones que se han realizado para la construcción del NAICM.[cita requerida]
| Licitación                                                           | Constructores | Monto (sin IVA)    | Ofertas recibidas |
| -------------------------------------------------------------------- | --- | ------------------ | ----------------- |
| Pista 2                                                              | Coconal, S.A.P.I. de C.V. y Constructora y Pavimentadora VISE, S.A. de C.V. | $7,926,299,964.90  | 18                |
| Pista 3                                                              | Operadora CICSA, S.A. de C.V., Constructora y Edificadora Gia+A, S.A. de C.V., Promotora y Desarrolladora Mexicana, S.A. de C.V., La Peninsular Compañía Constructora, S.A. de C.V. | $7,359,204,570.23  | 16                |
| Supervisión de la construcción del edificio terminal                 | Cal y Mayor y Asociados, S.C.; Ingeniería y Economía del Transporte, S.A. (Ineco); Ingeniería y Economía Transportmex, S.A. de C.V. (Inecomex); Aecom Technical Services, Inc. (Ats); Urs Corporation México, S. de R.L. de C.V. (Urs); Supervisión e Ingeniería de Proyectos, S.A.S. (Supering); Ayesa Ingeniería y Arquitectura, S.A., y Ayesa México, S.A. de C.V.                    | $1,157,439,746.36  | 8                 |
| Losa de cimentación del edificio terminal                            | ICA Constructora de Infraestructura, Impulsora de Desarrollo Industrial, Construcciones y Trituraciones, Constructora El Cajón, Constructora y Operadora de Infraestructura | $7,555,647,477.04  | 16                |
| Losa de cimentación del centro de transporte                         | EPCOR, S.A. de C.V., SACYR Construcción México, S.A. de C.V. y SACYR Construcción S.A.U. | $1,399,983,017.99  | 14                |
| Supervisión técnica y administrativa de la infraestructura del NAICM | Consultoría, Supervisión Técnica y Operación en Sistemas, SIFRA y Asociados, RAM Ingeniería y Servicios, MC Consorcio de Ingeniería, GEOSOL, INEPS y PACCSA Ingeniería. | $371,518,951.92    | 11                |
| Construcción del edificio terminal                                   | Operadora CICSA, Constructora y Edificadora GIA+A, Promotora y Desarrolladora Mexicana, Promotora y Desarrolladora Mexicana de Infraestructura, La Peninsular Compañía Constructora, Operadora y Administración Técnica, Acciona Infraestructuras, Acciona Infraestructuras México, FCC Construcción, FCC Industrial e Infraestructuras Energéticas, ICA Constructora de Infraestructura | $84,828,377,320.13 | 3                 |
| Torre de control                                                     | Construcciones Aldesem, Jaguar Ingenieros Constructores y Aldesa Construcciones | $1,242,171,349.64  | 7                 |
| Entronque vial hacia el nuevo aeropuerto                             | Coconal SAPI, S.A. de C.V. | $132,134,899.83    | 29                |
| Conservación de caminos y drenes provisionales                       | Construcciones, Pavimentos y Servicios y MAQZAR de Tulancingo | $421,630,442.30    | 39                |
| Entronque de ingreso al campus sureste                               | Coconal S.A.P.I. de C.V. | $265,339,850.76    | 10                |
| Red de distribución eléctrica de media tensión                       | ICA Fluor Daniel, S. de R.L. e Industria del Hierro, S.A. de C.V. | $3,656,005,432.32  | 10                |
| Entronque Ingreso a la Terminal desde la Autopista Peñón–Texcoco     | FAVMA Construcción, S.A. de C.V., y Compañía Constructora MAS, S.A. de C.V. | $253,859,994.02    | 26                |
| Plataformas                                                          | ICA Constructora, ICA Constructora de Infraestructura, Compañía Constructora Más e ICA Fluor Daniel | $7,145,534,912.17  | 11                |
| Centro Intermodal de Transporte Terrestre                            | Astaldi SPA y Proc Mina, S de RL de CV | $6,498,409,900.80  | 10                |

## Controversias

### Controversias ecológicas
En enero del 2015, el análisis del grupo de activistas anti-transgénicos denunció deficiencias en el documento de la Dirección General de Impacto y Riesgo Ambiental (DGIRA) que declaraba procedente, en términos ambientales, el proyecto del Nuevo Aeropuerto de la Ciudad de México. Entre los principales puntos en contra que menciona el análisis, está el hundimiento del terreno, que en promedio desciende 21 a 30 centímetros anualmente, deficiencias en el abastecimiento de agua en la zona, el riesgo de desaparición del lugar como sitio de descanso de aves migratorias y la denuncia en la siembra de más de 264 mil plantas de cinco especies no endémicas que, además de comportarse como invasoras, pertenecen a un tipo de hoja que pondría a la zona en riesgo de incendios. También hace énfasis en la falta de estudios realizados por la Comisión Nacional del Agua para solucionar el abastecimiento del agua.[cita requerida]
José Luis Luege Tamargo, quien fue titular de la Secretaría de Medio Ambiente de la administración de Vicente Fox Quesada y luego director de la Comisión Nacional del Agua durante la administración del presidente Felipe Calderón Hinojosa, describió el proyecto como "inconstitucional, incompatible y muy costoso", y sostuvo que el aeropuerto provocaría enormes inundaciones y hundimientos de suelo en la ciudad. Además, propuso que, dada la necesidad de la construcción de un aeropuerto para la ciudad, habría que buscar una locación alternativa, mencionando que, aunque la mejor opción sería Tizayuca, en el estado de Hidalgo, también respaldaba la opción propuesta por Andrés Manuel López Obrador, consistente en utilizar la base aérea de Santa Lucía, en Zumpango, estado de México, que fue descalificada por el gobierno del presidente Enrique Peña Nieto, por medio de la Secretaría de Comunicaciones y Transportes ya que así lo determinó la OACI. 

El lago Nabor Carrillo es un cuerpo de agua artificial, una reserva ambiental y hogar de aves migratorias y otras especies.

### Controversias políticas
Andrés Manuel López Obrador, cuando era el candidato presidencial por Morena en las elecciones del 2018, se pronunció en contra del proyecto en múltiples ocasiones, calificándolo de “faraónica, costosísima, antiecológica, técnicamente inviable y (que) huele a corrupción” y mencionando en entrevistas, que, llegando a la presidencia, buscaría mecanismos para cancelar el proyecto en el área, proponiendo como alternativa la construcción de una terminal en la actual Base aérea de Santa Lucía, en Zumpango, estado de México, y con una conexión a la ciudad a través de un tren rápido.[cita requerida]
Esta postura ha sido criticada por algunos políticos y medios. Diversos expertos en aeronáutica han descalificado la propuesta de construir en la Base Aérea Militar n.º 1 Santa Lucía diseño de Grupo Riobóo que participó y perdió en la licitación del NAICM, por incompatibilidad del espacio aéreo, lo que en un plazo de cinco años volvería a saturar el espacio aéreo del Valle de México, además de que dos aeropuertos duplicarían costos para aerolíneas nacionales. En mayo de 2017, José Manuel Cadena, un regidor del Ayuntamiento de Texcoco, anunció a través de un evento público la creación de un frente ciudadano en defensa del aeropuerto "Luchando por Texcoco", una iniciativa para defender el proyecto por medio de las redes sociales y manifestaciones de orden pacífico. Otros políticos, como Gabriel Quadri, han defendido el proyecto, así como el expresidente del Partido Revolucionario Institucional, Enrique Ochoa Reza, criticando la postura de Andrés Manuel López Obrador como "una nueva ocurrencia absurda".[cita requerida]

### Controversias sociales

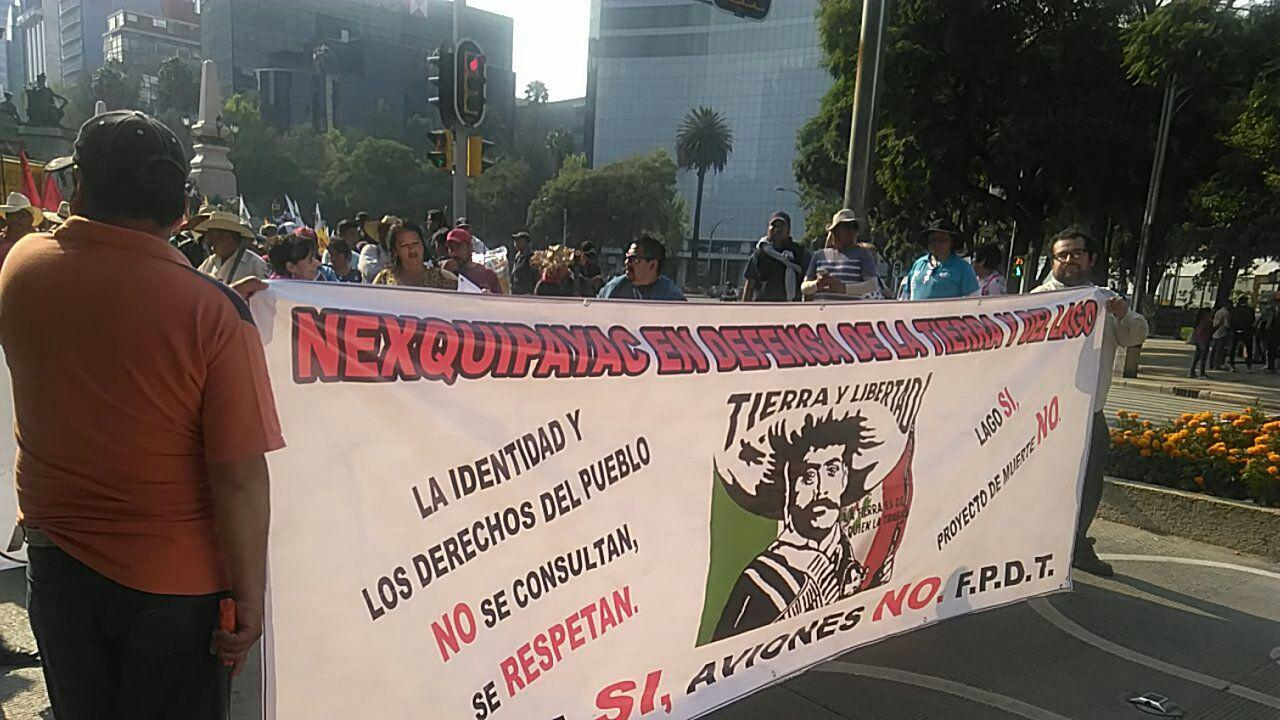
Marcha contra el NAICM

La percepción de falta de información sobre el proceso de compraventa de terrenos a los ejidatarios para el proyecto hidráulico, su exclusión en las ganancias de la inversión debido a que una vez que venden los predios ya no pueden obtener ganancias de estos y las licitaciones públicas de construcción a empresas privadas se ha interpretado por ciertos sectores de la sociedad como un arrebato de tierras de las comunidades aledañas al NAICM. El arrebato de tierras es entendido por estos activistas como un proceso mediante el cual pequeños propietarios venden o rentan sus terrenos agrícolas a personas o empresas con mayor poder económico. Se le denomina “arrebato” porque las personas pierden el control sobre el territorio y beneficios producto de la inversión.[cita requerida]
A raíz de esta percepción, han surgido grupos de resistencia, los cuales han tomado posturas legales (denunciando violaciones constitucionales que el gobierno provocó, debido a la construcción del aeropuerto) o posturas de movilización social. Entre estos, destaca el Frente de Pueblos en Defensa de la Tierra (FPDT).
En 2017, el FDPT aseguró que continuarían en resistencia, debido a que argumentan un despojo de tierras a los campesinos y las medidas de represión implementadas por el gobierno que pretenden ponerle fin a esta oposición. Además, los campesinos y estudiantes de diferentes universidades indicaron que ya existen afectaciones ambientales sin presentar pruebas cuando por su parte el Grupo Aeroportuario de la Ciudad de México (GACM) presentó el manifiesto de impacto ambiental que se cumple, sociales y económicas en la región de Texcoco. Uno de los poblados donde habitantes denuncian afectaciones es Tezoyuca, que aloja a minas que proveen tezontle y basalto para el aeropuerto y para otras obras de la región. Los pobladores han denunciado afectaciones en sus casas, debido a su cercanía a estas minas.

## Consulta popular
Siendo aún presidente electo de los Estados Unidos Mexicanos, Andrés Manuel López Obrador declaró que la decisión de la construcción del Nuevo Aeropuerto Internacional de la Ciudad de México dependería de una consulta popular.
La consulta se realizó durante cuatro días: del jueves, 25 de octubre al domingo, 28 de octubre de 2018, de ocho de la mañana a seis de la tarde, en mesas instaladas en 538 municipios del país, de acuerdo con lo informado por Jesús Ramírez, el vocero de López Obrador.
Las opciones de respuesta en dicha consulta fueron:
- Reacondicionar el actual aeropuerto y el de Toluca y construir dos pistas en la base Base Aérea Militar n.º 1 Santa Lucía.
- Continuar con la construcción del nuevo aeropuerto en Texcoco y dejar de utilizar el actual Aeropuerto Internacional de la Ciudad de México.

Los resultados se dieron a conocer el 29 de octubre, y resultó ganadora la opción de reacondicionar el aeropuerto ya existente, el de Toluca y el de Santa Lucía. El gobierno de AMLO afirmó que sería esta misma la opción que ellos elegirán al momento de asumir el poder el 1 de diciembre de 2018. Sin embargo, expertos[¿quién?] cuestionaron la legalidad de la consulta, desde ignorar el artículo 35 de la Constitución, que establece las bases para llevar a cabo este procedimiento, hasta la falta de rigor metodológico y de transparencia.
| Argumento en favor de Santa Lucía                                      | Cuestionamiento |
| ---------------------------------------------------------------------- | --- |
| Menor costo de construcción y mantenimiento                            | El costo del aeropuerto en Texcoco será de 285,000 mdp. Sin embargo, el dictamen independiente del Colegio de Ingenieros Civiles de México estimó que el costo verdadero de Santa Lucía será de 385,738 mdp, calificando al estimado de costos de Grupo Riobóo como "poco realista y subestimado", haciendo notar que "el costo por metro cuadrado se está considerando en la terminal por 4,600 pesos, cuando en el mercado anda alrededor de 20,000 pesos y de 15,000 pesos para construcciones muy económicas." |
| Mejores condiciones para operar y bajo impacto ambiental               | El Colegio de Pilotos Aviadores de México rechaza que Santa Lucía tenga mejores condiciones para operar. Activistas han señalado que abandonar el aeropuerto en construcción en Texcoco más el impacto ambiental de construir Santa Lucía generará un impacto ambiental más grande que continuar con Texcoco. |
| Operaría en menos tiempo                                               | La fecha de apertura del aeropuerto en construcción en Texcoco sería mediados de 2022. Grupo Riobóo, a pesar de no contar con ningún diseño a detalle, promete construir un aeropuerto civil en Santa Lucía en dos años; sin embargo, el Instituto de Ingeniería de la UNAM estima que tardarían mínimo dos años los estudios de suelo necesarios para empezar a construir en Santa Lucía, debido a que su suelo también es lacustre, retrasando la fecha de apertura a mínimo 2023.                               |
| La Organización de Aviación Civil Internacional ratificó su viabilidad | La OACI nunca evaluó la viabilidad de Santa Lucía. El documento citado por los organizadores de la consulta para respaldar esa afirmación de hecho califica a la alternativa de Santa Lucía como insuficiente, y valida Texcoco como el mejor lugar para construir un aeropuerto. |

## Cancelación
El presidente Andrés Manuel López Obrador anunció que el proyecto del NAIM de Texcoco se cancelaría en favor de un proyecto de ampliación y modernización del actual AICM y de la construcción de dos pistas en la base aérea militar de Santa Lucía; tal decisión no fue ratificada legalmente cuando tomó posesión el 1 de diciembre de 2018.
Tras la publicación de los resultados de la consulta, el GACM emitió un comunicado en el que aseguró que los trabajos en el NAICM continuarían, respetando los contratos y compromisos adquiridos durante la administración del expresidente Enrique Peña Nieto.
Por su parte, el Consejo Coordinador Empresarial (CCE) señaló que, por la cancelación de contratos, el gobierno federal deberá pagar entre 100 mil y 120 mil millones de pesos en compensación, adicionalmente a la pérdida de lo ya invertido sin considerar los gastos de la construcción de Santa Lucía.[cita requerida]
El 2 de diciembre el gobierno federal comunicó que continuarían las obras del aeropuerto, ya que si suspendían el proyecto de manera inmediata, violarían los contratos establecidos y esto generaría incumplimiento de las condiciones contractuales con los tenedores de bonos; generando una serie de demandas contra el gobierno mexicano. Para contrarrestar este problema, el gobierno de México a través de la Secretaría de Hacienda y Crédito Público anunció una oferta de recompra de bonos (de los cuales está financiado el nuevo aeropuerto) por una cantidad de 1,800 millones de dólares. Se realizaron tres ofertas, las dos primeras estuvieron por debajo de las expectativas de inversión; ambas fueron rechazadas por los inversionistas en su momento debido a que era menor el monto ofrecido que lo inicialmente invertido ofreciendo sólo el 90% del valor, es decir ni siquiera el monto inicial. El 19 de diciembre de 2018 el gobierno, a través de la Secretaría de Hacienda y Crédito Público, informó que la tercera oferta de recompra de los bonos fue aceptada por una gran mayoría de los inversionistas sin mencionar a qué precio se pactó; así, la obra avanzó en su primera etapa de cancelación oficial.[cita requerida]
El 3 de enero de 2019, el secretario de comunicaciones y transportes Javier Jiménez Espriú, anunció la suspensión definitiva de las obras del aeropuerto, abriendo camino a la construcción del Aeropuerto Internacional Felipe Ángeles, que estará a cargo de la Secretaría de la Defensa Nacional, aún sin contar con un proyecto ejecutivo ni estudios que lo avalen.
El costo fue de 113,327.7 millones de pesos (2019). La deuda se financia gracias a las tasas de aeropuerto que pagan los usuarios del AICM.
El gobierno expresó sus razones:

## Premios
En 2021 obtuvo el premio RFT de Arquitectura, Construcción y Diseño 2021 en la categoría “transporte”.